# Apeadeiro de Litém

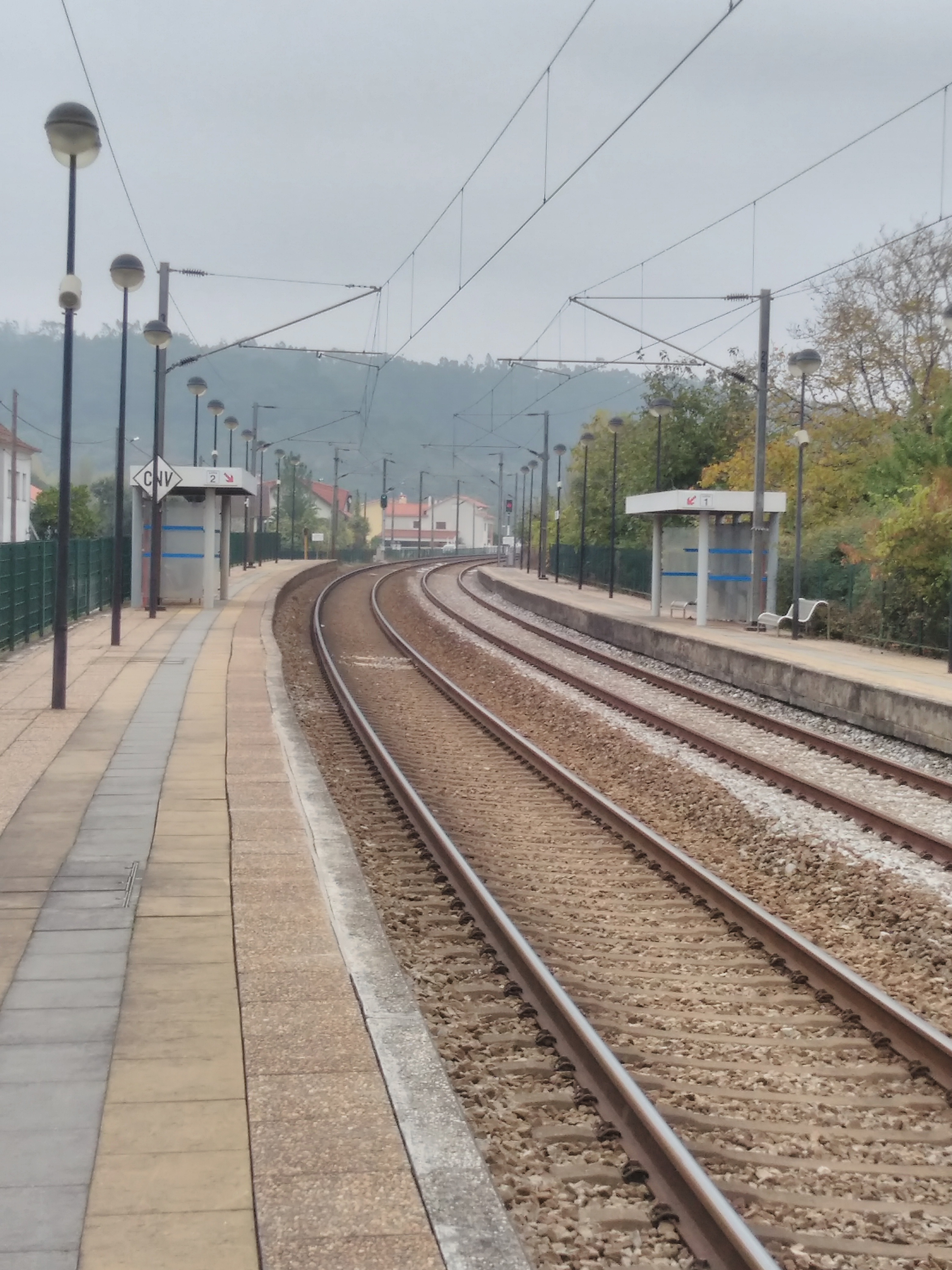
Apeadeiro de Litém, em 2018.

O Apeadeiro de Litém (nome anteriormente grafado como "Litem"), é uma gare da Linha do Norte, que serve as localidades de Santiago de Litém e São Simão de Litém, no Distrito de Leiria, em Portugal.

## Descrição

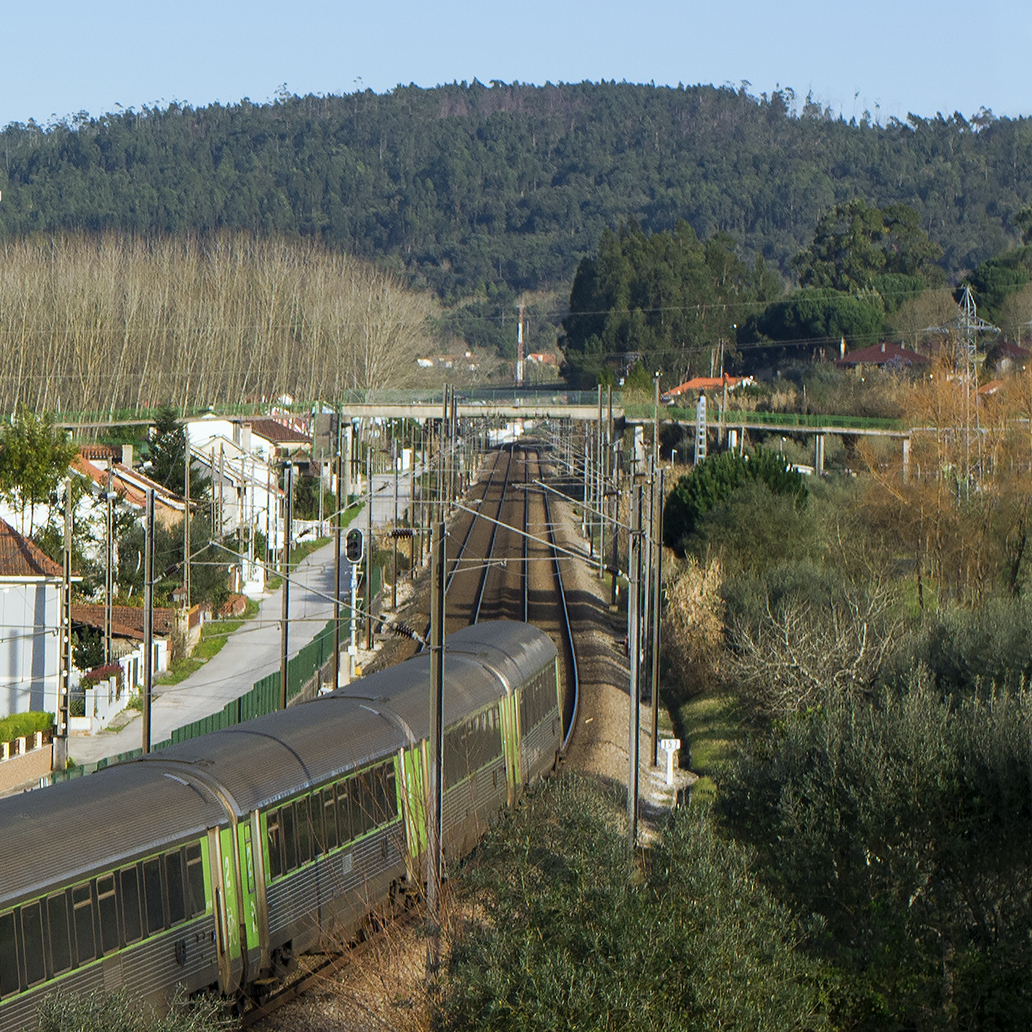
A Linha do Norte a oeste de Litém, vendo-se a passagem pedonal sobre a via junto à substação de tração, em 2020.

### Localização e acessos
Esta gare tem acesso pela Rua do Apeadeiro, em São Simão de Litém.

### Infraestrutura
Como apeadeiro em linha em via dupla, esta interface apresenta-se nas duas vias de circulação (I e II) cada uma acessível por plataforma — ambas com 172 m de comprimento e com alturas de respetivamente 55 e 51  cm. Ambas as plataformas são dotadas de abrigo.
Situa-se perto desta interface a substação de tração de Litém, contratada à C.P., que assegura aqui a eletrificação da Linha do Norte, entre as zonas neutras de Caxarias e Soure.

### Serviços
Em dados de 2023, esta interface é servida por comboios de passageiros da C.P. de tipo regional tipicamente com onze circulações diárias em cada sentido entre Entroncamento e Coimbra.

## História

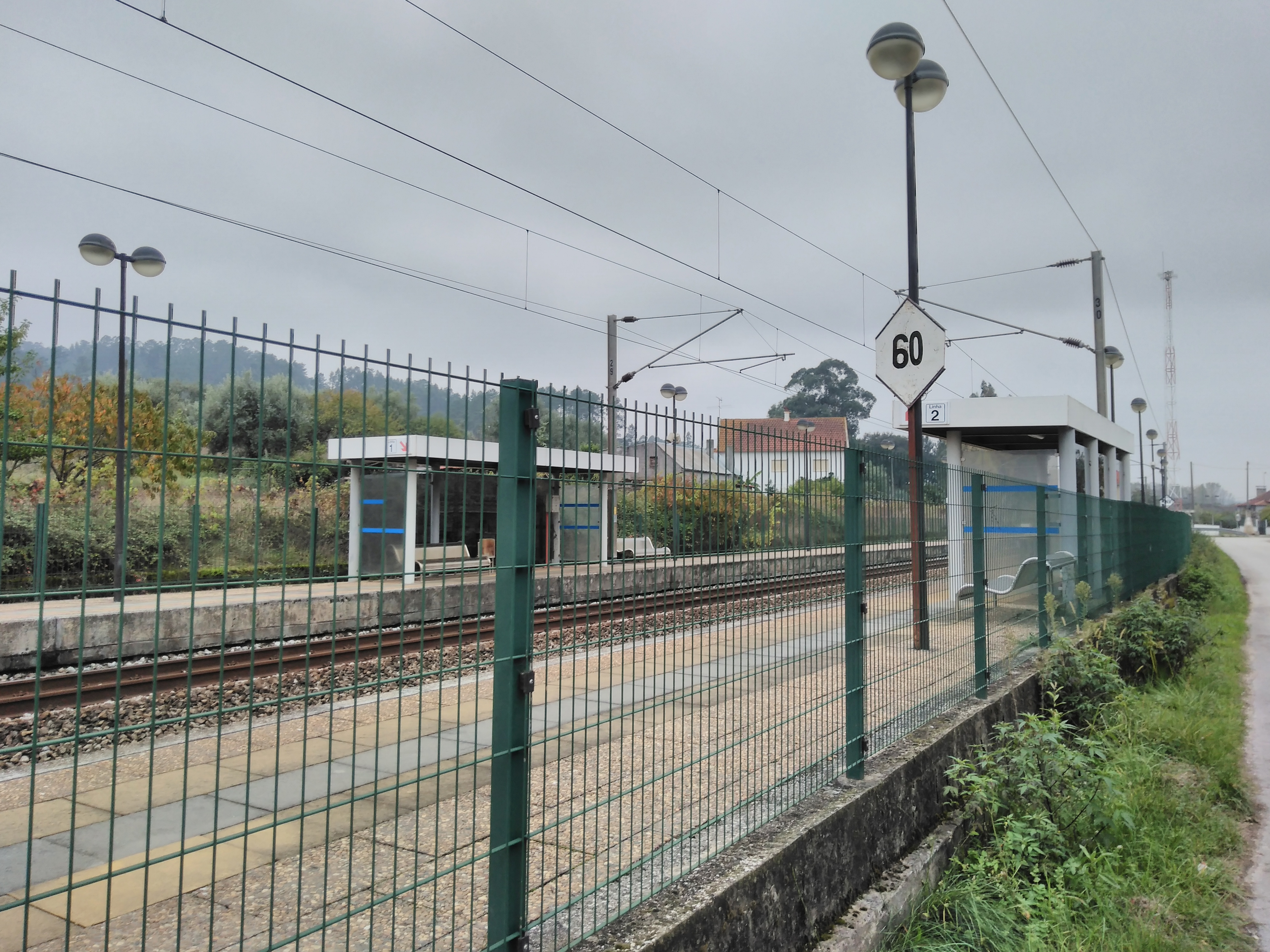
Apeadeiro de Litém, em 2018.

Este apeadeiro situa-se no troço entre as estações de Entroncamento e Soure da Linha do Norte, que foi aberto à exploração no dia 22 de Maio de 1864, pela Companhia Real dos Caminhos de Ferro Portugueses. Em Abril de 1933, já tinha sido publicada uma portaria acerca da abertura ao serviço do apeadeiro de Litém, como tinha sido proposto pela Companhia dos Caminhos de Ferro Portugueses. No entanto, só em 1936 é que foi o apeadeiro foi construído.